# Olivier Delaître
Olivier Delaître (Metz, 1º giugno 1967) è un ex tennista francese.

## Carriera
Ottenne il suo best ranking in singolare il 20 febbraio 1995 con la 33ª posizione mentre nel doppio divenne il 12 luglio 1999, il 3º del ranking ATP.
In carriera, in singolare, ha raggiunto la finale in quattro tornei del circuito ATP uscendone sempre sconfitto, tra cui l'Indianapolis Tennis Championships nel 1994 dove fu superato dal sudafricano Wayne Ferreira.
In doppio ha raggiunto risultati migliori ottenendo la vittoria finale in ben 15 tornei del circuito maggiore. Nel 1999, in particolare, ha vinto il Monte Carlo Open in coppia con il britannico Tim Henman sconfiggendo in finale la coppia ceca Jiří Novák e David Rikl con il punteggio di 6-2, 6-3. In coppia con il connazionale Fabrice Santoro ha raggiunto sempre nel 1999 la semifinale nel Torneo di Wimbledon; furono sconfitti dalla coppia indiana, futura vincitrice del torneo, composta da Mahesh Bhupathi e Leander Paes in cinque set. Questo risultato gli permise di raggiungere la terza posizione del ranking ATP.
Ha fatto parte della squadra francese di Coppa Davis dal 1994 al 2000 con un bilancio finale di cinque vittorie e tre sconfitte.

## Statistiche

### Singolare

#### Tornei minori (3)
| Legenda tornei minori |
| Challenger (3)        |
| Futures (0)           |

| Numero | Data             | Torneo                           | Superficie | Avversario in finale | Punteggio |
| 1.     | 9 aprile 1990    | Brasilia Challenger, Brasilia    | Sintetico  | Brian Garrow         | 7-6, 6-1  |
| 2.     | 25 febbraio 1991 | Guadeloupe Challenger, Guadalupa | Cemento    | Stefano Pescosolido  | 6-2, 7-6  |
| 3.     | 2 settembre 1991 | Istanbul Challenger, Istanbul    | Cemento    | Byron Black          | 6-1, 6-4  |

#### Sconfitte in finale (4)
| Numero | Data             | Torneo                                          | Superficie    | Avversario in finale | Punteggio |
| 1.     | 9 settembre 1991 | Bordeaux Open, Bordeaux                         | Cemento       | Guy Forget           | 1-6, 3-6  |
| 2.     | 14 ottobre 1991  | Grand Prix de Tennis de Lyon, Lione             | Sintetico (i) | Pete Sampras         | 1-6, 1-6  |
| 3.     | 4 gennaio 1993   | Kuala Lumpur Open, Kuala Lumpur Open            | Cemento       | Richey Reneberg      | 3-6, 1-6  |
| 4.     | 15 agosto 1994   | Indianapolis Tennis Championships, Indianapolis | Cemento       | Wayne Ferreira       | 2-6, 1-6  |

### Doppio

#### Vittorie (15)
| Legenda                                                      |
| Grande Slam (0)                                              |
| ATP Tour World Championships / Tennis Masters Cup (0)        |
| ATP Super 9 / Tennis Masters Series (1)                      |
| ATP Championships Series / ATP International Series Gold (3) |
| ATP World Series / ATP International Series (11)             |

| Numero | Data              | Torneo                                   | Superficie    | Compagno         | Avversari in finale                 | Punteggio        |
| 1.     | 4 febbraio 1991   | Chevrolet Classic, Guarujá               | Cemento       | Rodolphe Gilbert | Shelby Cannon Greg Van Emburgh      | 6-2, 6-4         |
| 2.     | 1º febbraio 1993  | Open 13, Marsiglia                       | Sintetico (i) | Arnaud Boetsch   | Ivan Lendl Christo van Rensburg     | 6-3, 7-6         |
| 3.     | 3 gennaio 1994    | Qatar Open ATP, Doha                     | Cemento       | Stéphane Simian  | Shelby Cannon Byron Talbot          | 6-3, 7-6         |
| 4.     | 13 giugno 1994    | Halle Open, Halle                        | Erba          | Guy Forget       | Henri Leconte Gary Muller           | 6-4, 6-7, 6-4    |
| 5.     | 22 agosto 1994    | Waldbaum's Hamlet Cup, Long Island       | Cemento       | Guy Forget       | Andrew Florent Mark Petchey         | 6-4, 7-6         |
| 6.     | 12 settembre 1994 | ATP Bordeaux, Bordeaux                   | Cemento       | Guy Forget       | Diego Nargiso Guillaume Raoux       | 6-2, 2-6, 7-5    |
| 7.     | 17 luglio 1995    | Legg Mason Tennis Classic, Washington    | Cemento       | Jeff Tarango     | Petr Korda Cyril Suk                | 4-6, 6-2, 6-2    |
| 8.     | 17 febbraio 1997  | European Community Championship, Anversa | Cemento (i)   | David Adams      | Sandon Stolle Cyril Suk             | 3-6, 6-2, 6-1    |
| 9.     | 20 luglio 1998    | Mercedes Cup, Stoccarda                  | Terra rossa   | Fabrice Santoro  | Joshua Eagle Jim Grabb              | 4-6, 7-5, 6-3    |
| 10.    | 28 settembre 1998 | Grand Prix de Tennis de Toulouse, Tolosa | Cemento (i)   | Fabrice Santoro  | Paul Haarhuis Jan Siemerink         | 6-2, 6-4         |
| 11.    | 9 ottobre 1998    | Swiss Indoors, Basilea                   | Cemento (i)   | Fabrice Santoro  | Piet Norval Kevin Ullyett           | 6-3, 7-6         |
| 12.    | 19 ottobre 1998   | Grand Prix de Tennis de Lyon, Lione      | Sintetico (i) | Fabrice Santoro  | Tomás Carbonell Francisco Roig      | 6-2, 6-2         |
| 13.    | 19 aprile 1999    | Monte Carlo Open, Monte Carlo            | Terra rossa   | Tim Henman       | Jiří Novák David Rikl               | 6-2, 6-3         |
| 14.    | 23 agosto 1999    | Waldbaum's Hamlet Cup, Long Island       | Cemento       | Fabrice Santoro  | Jan-Michael Gambill Scott Humphries | 7-5, 6-4         |
| 15.    | 27 settembre 1999 | Grand Prix de Tennis de Toulouse, Tolosa | Cemento (i)   | Jeff Tarango     | David Adams John-Laffnie de Jager   | 3-6, 7–6(2), 6-4 |

| Legenda tornei minori |
| Challenger (8)        |
| Futures (0)           |

| Numero | Data             | Torneo                           | Superficie    | Compagno               | Avversari in finale              | Punteggio     |
| 1.     | 12 febbraio 1990 | Croydon Challenger, Croydon      | Sintetico (i) | Andrew Castle          | Nick Brown Nick Fulwood          | 7-6, 6-3      |
| 2.     | 5 marzo 1990     | Martinique Challenger, Martinica | Cemento       | Guillaume Raoux        | Todd Nelson Roger Smith          | 6-3, 7-5      |
| 3.     | 8 luglio 1991    | Neu Ulm Challenger, Nuova Ulma   | Terra rossa   | Tarik Benhabiles       | Carl Limberger Diego Nargiso     | 6-4, 7-6      |
| 4.     | 2 maggio 1994    | Ljubljana Challenger, Lubiana    | Terra rossa   | Jean-Philippe Fleurian | Kenneth Carlsen Mikael Tillström | 6-1, 4-6, 6-1 |
| 5.     | 14 novembre 1994 | Nantes Challenger, Nantes        | Sintetico (i) | Guillaume Raoux        | Dick Norman Greg Rusedski        | 6-4, 7-6      |
| 6.     | 23 ottobre 1995  | Brest Challenger, Brest          | Cemento (i)   | Guillaume Raoux        | Kent Kinnear Dave Randall        | 7-5, 6-7, 6-4 |
| 7.     | 17 giugno 1996   | Kosice Challenger, Košice        | Terra rossa   | Jeff Tarango           | Jan Kodeš Jr. Petr Pála          | 7-6, 6-4      |
| 8.     | 20 gennaio 1997  | Heilbronn Open, Heilbronn        | Sintetico (i) | Stéphane Simian        | Patrick Baur Clinton Ferreira    | 6-7, 6-3, 7-6 |

#### Sconfitte in finale (11)
| Numero | Data             | Torneo                                          | Superficie    | Compagno            | Avversari in finale                | Punteggio     |
| 1.     | 23 agosto 1993   | Waldbaum's Hamlet Cup, Long Island              | Cemento       | Arnaud Boetsch      | Marc-Kevin Goellner David Prinosil | 7-6, 5-7, 2-6 |
| 2.     | 29 aprile 1996   | BMW Open, Monaco di Baviera                     | Terra rossa   | Diego Nargiso       | Lan Bale Stephen Noteboom          | 6-4, 6-7, 4-6 |
| 3.     | 14 ottobre 1996  | Grand Prix de Tennis de Toulouse, Tolosa        | Cemento (i)   | Guillaume Raoux     | Jacco Eltingh Paul Haarhuis        | 2-6, 6-2, 3-6 |
| 4.     | 11 febbraio 1997 | Open 13, Marsiglia                              | Cemento (i)   | Fabrice Santoro     | Thomas Enqvist Magnus Larsson      | 3-6, 4-6      |
| 5.     | 13 ottobre 1997  | Grand Prix de Tennis de Lyon, Lione             | Sintetico (i) | Fabrice Santoro     | Ellis Ferreira Patrick Galbraith   | 6-3, 2-6, 4-6 |
| 6.     | 5 gennaio 1998   | Qatar Open ATP, Doha                            | Cemento       | Fabrice Santoro     | Mahesh Bhupathi Leander Paes       | 4-6, 6-3, 4-6 |
| 7.     | 6 aprile 1998    | Chennai Open, Chennai                           | Cemento       | Maks Mirny          | Mahesh Bhupathi Leander Paes       | 7-6, 3-6, 2-6 |
| 8.     | 13 aprile 1998   | Japan Open Tennis Championships, Tokyo          | Cemento       | Stefano Pescosolido | Sébastien Lareau Daniel Nestor     | 4-6, 6-3, 4-6 |
| 9.     | 10 agosto 1998   | Cincinnati Open, Cincinnati                     | Cemento       | Fabrice Santoro     | Mark Knowles Daniel Nestor         | 7-6, 4-6, 4-6 |
| 10.    | 16 agosto 1999   | Indianapolis Tennis Championships, Indianapolis | Cemento       | Leander Paes        | Paul Haarhuis Jared Palmer         | 3-6, 4-6      |
| 11.    | 10 gennaio 2000  | Heineken Open, Auckland                         | Cemento       | Jeff Tarango        | Ellis Ferreira Rick Leach          | 5-7, 4-6      |